# Municipio de Allen (condado de Warren)
El municipio de Allen (en inglés: Allen Township) es un municipio ubicado en el condado de Warren en el estado estadounidense de Iowa. En el año 2010 tenía una población de 4280 habitantes y una densidad poblacional de 93,44 personas por km².

## Geografía
El municipio de Allen se encuentra ubicado en las coordenadas 41°28′52″N 93°31′21″O / 41.48111, -93.52250. Según la Oficina del Censo de los Estados Unidos, el municipio tiene una superficie total de 45.8 km², de la cual 45.52 km² corresponden a tierra firme y (0.61%) 0.28 km² es agua.

## Demografía
Según el censo de 2010, había 4280 personas residiendo en el municipio de Allen. La densidad de población era de 93,44 hab./km². De los 4280 habitantes, el municipio de Allen estaba compuesto por el 97.01% blancos, el 0.33% eran afroamericanos, el 0.09% eran amerindios, el 0.51% eran asiáticos, el 0.02% eran isleños del Pacífico, el 0.37% eran de otras razas y el 1.66% pertenecían a dos o más razas. Del total de la población el 1.82% eran hispanos o latinos de cualquier raza.